# 米赫诺夫斯凯
50°38′28″N 32°7′33″E / 50.64111°N 32.12583°E
米赫诺夫斯凯（烏克蘭語：Міхновське），2024年9月前名为五月一日村（烏克蘭語：Перше Травня），是烏克蘭北部切爾尼戈夫州普里盧基區小迪维察市镇的村落。始建於1927年，面積1.31平方公里，海拔高度129米，2001年人口87，人口密度每平方公里66.5人。
2024年9月19日，乌克兰最高拉达将此村的名字改为米赫诺夫斯凯。